# Vertyikal–1
A Vertyikal–1 (orosz betűkkel: Вертикаль–1, magyar jelentése: függőleges) szovjet R–5V típusú geofizikai kutató rakétaszonda, melyet az Interkozmosz együttműködés keretében, a Vertyikal program első rakétájaként indítottak.

## Küldetés
Az Interkozmosz együttműködés keretében ez volt az első rakétaszonda, melyhez az OKB–1 tervezőiroda R–5M közepes hatótávolságú ballisztikus rakétájának átalakított változatát, az R–5V-t használták fel. 1970. november 28-án az Interkozmosz-szervezet bocsátotta fel a szovjet Kapusztyin Jar rakétakísérleti lőtérről. Az egyfokozatú, folyékony hajtóanyagú rakéta az 1300 kg-os szondát 450 km magasságba emelte. A ballisztikus pályán mozgó műszerek nagy része gömb alakú konténerben ejtőernyővel visszatért a Földre.

## Jellemzői
A Központi Fizikai Kutatóintézet (KFKI) Atomenergia Kutatóintézet munkatársának, András László irányítása mellett készített neutronforrásra alapozott aktivációs analitikai módszerrel működő műszerét, a Tányát (műanyagfóliás mikrometeorit-csapda) első alkalommal vitte a világűrbe.
- Fő mérési program:
  - a magas légkör és a Föld körüli térség komplex kutatása
- Főbb kutatási területek:
  - a Nap röntgen- és látható színképtartományú sugárzása
  - a Lyman-alfa-sugárzás
  - az ionoszféra összetevőinek analizálása, a mikro-meteorok előfordulása főleg a 90 kilométeres magasság felett

## Külső hivatkozások
- Vertyikál–1. niif.hu. (Hozzáférés: 2012. február 10.)
- Vertyikál–1. kfki.hu. [2012. április 12-i dátummal az eredetiből archiválva]. (Hozzáférés: 2012. február 10.)